# Asplenium neolaserpitiifolium
Asplenium neolaserpitiifolium là một loài thực vật có mạch trong họ Aspleniaceae. Loài này được Tardieu & Ching miêu tả khoa học đầu tiên năm 1936.